# Telsitna River
Der Telsitna River ist ein 117 Kilometer langer linker Nebenfluss des Titna River im US-Bundesstaat Alaska. Der lokale Flussname wurde 1915 von Eakin vom U.S. Geological Survey (USGS) notiert.

## Verlauf
Der Telsitna River verläuft im Alaska Interior südlich des Yukon River und gehört zum Flusssystem des Nowitna River. Er entspringt in der Telsitna Ridge, die Teil der Kilbuck-Kuskokwim Mountains ist, auf einer Höhe von etwa 580 m. Der Telsitna River fließt in überwiegend nordnordöstlicher Richtung durch ein Hügelland. Im Mittel- und Unterlauf bildet der Telsitna River zahlreiche enge Flussschlingen aus. Er trifft schließlich auf einer Höhe von 91 m auf den nach Westen fließenden Titna River.

## Einzugsgebiet
Der Telsitna River entwässert ein Areal von etwa 710 km². Das Einzugsgebiet misst knapp 50 km in SSW-NNO-Richtung und ist bis zu 20 km breit. Das Einzugsgebiet des Telsitna River grenzt im Osten an das des Sethkokna River sowie im Westen an das des Sulukna River.